# David Bordwell

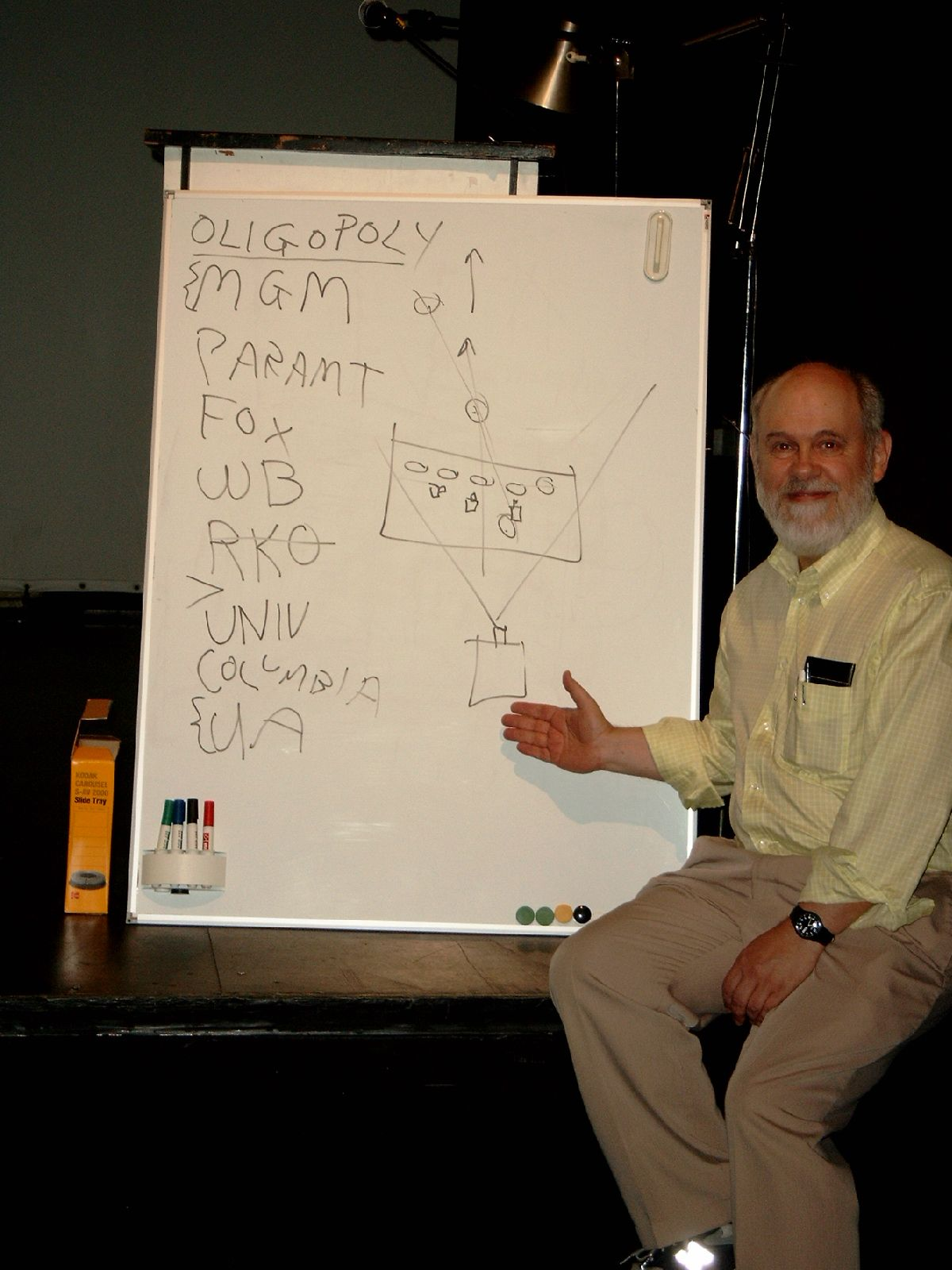
Prof. David Bordwell tijdens het Zomerfilmcollege 2007 te Brugge

David Bordwell (Penn Yan (New York), 23 juli 1947 – Madison (Wisconsin), 29 februari 2024) was een Amerikaanse filmwetenschapper en auteur.

## Opleiding en functie
B.A. (English) State University of New York at Albany, 1969

M.A. (Speech and Dramatic Arts, concentration in Film) University of Iowa, 1972

Ph.D. (Speech and Dramatic Arts, concentration in Film) University of Iowa, 1974.

Doctor honoris causa van de Universiteit van Kopenhagen (toegekend 13 november 1997).
2007: Jacques Ledoux Professor of Film Studies, Department of Communication Arts, Universiteit van Wisconsin–Madison.
Hij was gehuwd met Kristin Thompson. Samen schreven zij twee werken rond film: "Film Art" en "Film History". "Film Art" is het meest gebruikte handboek over film in de Verenigde Staten en kende in 2010 zijn negende druk. Verschillende werken werden uitgebracht in vertaling. Bordwell is hét voorbeeld van de intellectuele Amerikaanse professor: goedlachs, voorzichtig in zijn bewoordingen, openstaand voor studenten en sociaal in de omgang.

## Filmtheorie
Bordwell was gespecialiseerd in de studie van filmregisseurs (Yasujiro Ozu, Sergej Eisenstein, Carl Theodor Dreyer), in de geschiedenis van de filmstijl en de narrative theorie. 
 Bordwell wordt gezien als de uitvinder van de "cognitieve filmtheorie", een benadering die gelinkt wordt aan de cognitieve psychologie als basis om film te interpreteren. Deze theorie was een alternatief voor de psychoanalytische aanpak bij filmanalyse, die de filmtheoretische wereld domineerde in jaren zeventig en tachtig van de 20e eeuw.

## Bordwell en het Zomerfilmcollege te Brugge en Antwerpen
David Bordwell was om de twee jaar een gewaardeerde docent aan het Brugse Zomerfilmcollege van de Vlaamse Dienst voor Filmcultuur. 

"Widescreen cinema" was onder meer het onderwerp van de sessie 2007. De lezingen van Bordwell, aangevuld met filmprojecties, namen het breedscherm-filmmaken van de jaren vijftig onder de loep zoals het ontstond in de VS en uitzwermde naar Europa en Azië. Men belichtte de verschillende formaten en technologieën die met elkaar in concurrentie gingen. De nadruk lag niet zozeer op het technologisch aspect als wel op de artistieke mogelijkheden die Cukor, Preminger, Akira Kurosawa en andere creatieve regisseurs ontdekten in het nieuwe beeldformaat. De voertaal van deze sessie was Engels.
Bordwell overleed op 29 februari 2024 op 76-jarige leeftijd na een langdurige ziekte.

## Publicaties
- Bordwell, David (2006). The Way Hollywood Tells It: Story and Style in Modern Movies. Berkeley: University of California Press.[8]
- Bordwell, David (2005). Figures Traced in Light: On Cinematic Staging.[9] Berkeley: University of California Press.
- Bordwell, David & Kristin Thompson (1979). Film Art: An Introduction, New York: McGraw-Hill (2010, ninth edition).
- Bordwell, David (2000). Planet Hong Kong: Popular Cinema and the Art of Entertainment Cambridge: Harvard University Press.
- Bordwell, David (1997). On the History of Film Style. Cambridge: Harvard University Press.
- David Bordwell & Noël Carroll (1996): Post-Theory: Reconstructing Film Studies. Madison: University of Wisconsin Press.
- Bordwell, David & Kristin Thompson (1994). Film History: An Introduction. New York: McGraw-Hill.
- Bordwell, David (1993). The Cinema of Eisenstein. Cambridge: Harvard University Press. Dit boek werd in 1993 bekroond met de "Theatre Library Association Award" for the outstanding book in film, broadcasting, or recorded performance.[10]
- Bordwell, David (1989). Making Meaning: Inference and Rhetoric in the Interpretation of Cinema. Cambridge: Harvard University Press.
- Bordwell, David (1988). Ozu and the Poetics of Cinema. Princeton: Princeton University Press.
- Bordwell, David (1985). Narration in the Fiction Film. Madison: University of Wisconsin Press.
- Bordwell, David, Janet Staiger and Kristin Thompson (1985). The Classical Hollywood Cinema: Film Style and Mode of Production to 1960. New York: Columbia University Press.
- Bordwell, David (1981). The Films of Carl-Theodor Dreyer. Berkeley: University of California Press.
- Bordwell, David (1974). French Impressionist Cinema: Film Culture, Film Theory, and Film Style, Reprint 2002, North Stratford, NH 03590: Ayers Company Publishers, Inc.